# Pays portier
 (décembre 2023).
- Si vous ne connaissez pas le sujet, laissez ce bandeau (vous pouvez alors contacter les auteurs).
- Si vous supprimez le contenu mis en cause (vous pouvez préalablement contacter les auteurs),

argumentez précisément cette suppression dans la page de discussion
(un manque de référence n'est pas un argument ; une recherche réelle de référence doit avoir été effectuée, être formellement documentée).
 (décembre 2023).
Si vous disposez d'ouvrages ou d'articles de référence ou si vous connaissez des sites web de qualité traitant du thème abordé ici, merci de compléter l'article en donnant les références utiles à sa vérifiabilité et en les liant à la section « Notes et références ».
 (décembre 2023).
La mise en forme du texte ne suit pas les recommandations de Wikipédia : il faut le « wikifier ».
Les points d'amélioration suivants sont les cas les plus fréquents :
- Les titres sont pré-formatés par le logiciel. Ils ne sont ni en capitales, ni en gras.
- Le texte ne doit pas être écrit en capitales (les noms de famille non plus), ni en gras, ni en italique, ni en « petit »…
- Le gras n'est utilisé que pour surligner le titre de l'article dans l'introduction, une seule fois.
- L'italique est rarement utilisé : mots en langue étrangère, titres d'œuvres, noms de bateaux, etc.
- Les citations ne sont pas en italique mais en corps de texte normal. Elles sont entourées par des guillemets français : « et ».
- Les listes à puces sont à éviter, des paragraphes rédigés étant largement préférés. Les tableaux sont à réserver à la présentation de données structurées (résultats, etc.).
- Les appels de note de bas de page (petits chiffres en exposant, introduits par l'outil «  Source ») sont à placer entre la fin de phrase et le point final[comme ça].
- Les liens internes (vers d'autres articles de Wikipédia) sont à choisir avec parcimonie. Créez des liens vers des articles approfondissant le sujet. Les termes génériques sans rapport avec le sujet sont à éviter, ainsi que les répétitions de liens vers un même terme.
- Les liens externes sont à placer uniquement dans une section « Liens externes », à la fin de l'article. Ces liens sont à choisir avec parcimonie suivant les règles définies. Si un lien sert de source à l'article, son insertion dans le texte est à faire par les notes de bas de page.
- La présentation des références doit suivre les conventions bibliographiques. Il est recommandé d'utiliser les modèles {{Ouvrage}}, {{Chapitre}}, {{Article}}, {{Lien web}} et/ou {{Bibliographie}}. Le mode d'édition visuel peut mettre en forme automatiquement les références.
- Insérer une infobox (cadre d'informations à droite) n'est pas obligatoire pour parachever la mise en page.

Pour une aide détaillée, merci de consulter Aide:Wikification.
Si vous pensez que ces points ont été résolus, vous pouvez retirer ce bandeau et améliorer la mise en forme d'un autre article.
Le concept de pays portier (gatekeeper) est utilisé dans l’étude des politiques migratoires. Il se distingue entièrement du concept de gatekeeper state popularisé par Frederick Cooper dans son livre Africa since 1940.

## Concept
Le concept de pays portier (gatekeeper) se rattache aux politiques d’externalisation des frontières migratoires. Il s’agit d’une tentative par les pays d’accueils d’impliquer les pays de transit dans les efforts frontalier. Les pays de transit sont les pays par lesquelles passent les flux migratoires à destination des pays d’accueil.
Un pays d’accueil, ou pays de destination, est un pays vers laquelle se dirige une personne migrante. Les pays d’accueils sont la finalité du parcours migratoire.
Un pays de transit est dit gatekeeper ou portier lorsqu’une entente est convenue avec le pays d’accueil. Il est généralement convenu que le pays de transit prendra les mesures nécessaires afin de réduire les passages de migrants irréguliers vers le pays d’accueil. En échange, le gatekeeper peut recevoir des compensations qui peuvent être monétaires, politiques, ou autres.
Un pays de transit est dit gatekeeper ou portier lorsqu’une entente est convenue avec le pays d’accueil. Il est généralement convenu que le pays de transit prendra les mesures nécessaires afin de réduire les passages de migrants irréguliers vers le pays d’accueil. En échange, le gatekeeper peut recevoir des compensations qui peuvent être monétaires, politiques, ou autres.
Un pays gatekeeper ne peut pas être le pays d’accueil. Il faut faire attention, par exemple, à l’opération ''Gatekeeper'' (en) lancée par le président Clinton. Cette politique cherchait à contrer l’immigration illégale, mais concernait les forces frontalières américaines. Le présent concept se différencie donc de cette mesure.
Les pays gatekeeper sont généralement proches géographiquement des pays d’accueil. Il existe toutefois des exceptions, comme l’accord entre l’Union européenne et le Niger.
Bien que l’externalisation des frontières ne soit pas une pratique politique nouvelle, les chercheurs en relation internationale et en politique migratoire ont peu analysé le sujet.

## Intérêt pratique
Plusieurs raisons poussent les États à s’intéresser à des accords de gatekeeping. Dans l’objectif de diminuer l’immigration irrégulière, les pays de destination ont intérêt à multiplier le nombre de frontières afin de compliquer l’accès au territoire. Le sénateur américain John Kelly déclarait en 2017 : « La sécurité des frontières nécessite une approche à plusieurs niveaux qui s'étend bien au-delà de nos côtes, dans tout l'hémisphère, en partenariat avec nos voisins du sud et du nord. »
La crise syrienne de 2012 témoigne de la faiblesse d’une frontière unique. Malgré les ralentissements causés par les barrières, celles-ci n’ont su stopper l’arrivée massive de migrants irréguliers dans les pays de destination. De plus plusieurs des frontières qui donnent accès à l’espace Schengen sont maritimes, ce qui rend impossible d’ériger des murs.
La déportation des migrants irréguliers est complexifiée lorsque ceux-ci arrivent dans le pays de destination. Seuls 21% des immigrants irréguliers ayant atteint l’Union européenne ont été déportés vers leurs pays d’origine.
Le coût de la vie étant souvent élevé dans les pays de destination, l’accommodation temporaire des migrants irréguliers est beaucoup plus chère que lorsqu’elle est délocalisée dans les pays de transit ou gatekeeper. En octobre 2022, à la Chambre des communes britannique, Abi Tierney affirmait que l’État dépensait 5.6 millions de livres britanniques par jour pour loger les migrants irréguliers dans les hôtels. De plus, puisqu'arrivés à la destination souhaitée, il est commun que les migrants irréguliers quittent l’hôtel pour se diriger vers un travail informel. N’étant pas la destination finale des migrants, les pays gatekeeper sont moins à risque d’observer des pratiques similaires.
L’aspect géographique est aussi un facteur motivant pour les pays de destination. La déportation est plus aisée lorsque la distance avec le pays d’origine est moins grande. Les pays gatekeeper se situent généralement sur le chemin vers les pays de destination et sont donc plus proches du pays d’origine lorsqu’une décision de déportation est prise.
En compliquant l’accès au pays de destination grâce à des pays gatekeeper et en facilitant la migration formelle, les décideurs espèrent dissuader les migrants de choisir la voix informelle de la migration irrégulière. Dans le plan d’action de 2015 entre la Turquie et l’Union européenne, il est stipulé que : «Pour chaque Syrien renvoyé en Turquie depuis les îles grecques, un autre Syrien sera réinstallé dans l'UE».
L’importance d’atteindre le marché illégal des passeurs est soulignée par les promoteurs de politiques d’externalisation des frontières. Le marché des passeurs est lié avec des enjeux humanitaires nombreux, dont le trafic humain, le viol et la mise en esclavage.  Qualifié d’épidémie du viol, il est estimé qu’entre 60 et 80% des femmes qui suivent les passeurs ont été victimes d’un viol lors du chemin vers la frontière mexico-américaine.
Cependant, bien que l’externalisation des frontières limite le succès du modèle d’affaire des passeurs, des enjeux humanitaires ont aussi été soulevés,dans les États gatekeeper. Amnistie internationale soulève notamment les difficultés rencontrées par les migrants à la frontière entre l’Union européenne et la Turquie. La directrice du bureau européen d’Amnesty internationale déclarait : « Cet accord a été corrosif pour le bilan de l’UE en matière de droits de l’homme et a révélé la volonté de l’UE de conclure des accords pour limiter la migration, basés uniquement sur des raisons de convenance politique, sans se soucier du coût humain inévitable. »

## Intérêts diplomatiques
L’Externalisation des frontières grâce aux états Gatekeeper s’inscrit dans le concept plus large de la diplomatie migratoire. Il est notamment marqué par la position particulière des états sur le schéma migratoire : pays de destination – pays de transit – pays d’origine.
Viktor Marsai, directeur de l'Institut de recherche sur les migrations basées à Budapest et chercheur au Centre d'études sur l'immigration, identifie deux dynamiques diplomatiques entre les pays de destination et les pays gatekeeper.
D’abord, il y a les relations «gagnant-gagnant». Elles sont caractérisées par une coopération offrant des bénéfices égaux au pays de destination et au pays gatekeeper. Un accord entre l’Autriche, la Hongrie et la Serbie permettait aux États d’envoyer des forces à la frontière avec la Macédoine du Nord afin de mieux détecter et stopper les migrations illégales. Cet accord permettait à la Hongrie et à l’Autriche de limiter l’immigration et permet à la Serbie d’augmenter son contrôle frontalier à moindre coût.
Cependant, les accords «gagnant-gagnant» sont susceptibles à des variations diplomatiques ou à des intérêts autres qui puissent détériorer la situation. La Serbie, participante à l’accord mentionné précédemment, avait notamment offert des entrées sans-visa sur son territoire contre la non-reconnaissance du Kosovo. L’Union européenne s’était empressée de notifier à Belgrade que cette politique de visa facilitait l’arrivée de migrants illégaux.
En second lieu, il y a les relations dites «la carotte et le bâton». Elles sont caractérisées par un pays Gatekeeper usant de manière coercitive son contrôle sur les flux de migrations illégales. Les pays de destination doivent donc négocier et offrir des bénéfices afin que l’état gatekeeper coopère.

## Levier duGatekeeperet plan d'action commun UE-Turquie
L’accord et le plan d’action turco-européens sur la migration illégale est le cas le plus populaire concernant les ententes d’externalisation des frontières. L’accord est le seul d’une telle envergure et a été régulièrement analysé dans le cadre des études sur la diplomatie migratoire. La relation sinueuse entre l’Ankara et Bruxelles a suscité l’intérêt des politologues.
À la suite de la crise syrienne et à l’arrivée massive de migrants irréguliers en Europe, la Turquie et l’Union européenne se sont entendues sur un plan d’action coopératif. Les deux États ont plusieurs obligations à remplir. La limitation du nombre de migrants irréguliers en provenance de la route migratoire de la méditerranée orientale est centrale aux préoccupations et aux demandes européennes.
L’accord s’inscrit dans une relation de «la carotte et le bâton». L’Union européenne a notamment eu à faire face à cette dynamique lors d’un conflit diplomatique avec la Turquie d’Erdogan. En externalisant la gestion des entrées migratoires en Europe à la Turquie, l’Union européenne s’est risqué à se voir menacé de briser l’accord.  
À la suite d’une incursion militaire turque en Syrie, quelques pays européens ont critiqué et revisité leurs relations avec Ankara. Ces déclarations ont poussé Erdogan à user de son contrôle des flux migratoires pour menacer l’Union européenne et de laisser entrer les migrants irréguliers à la frontière,.
Des diplomates européens se sont insurgés du chantage fait par la Turquie. Un diplomate aurait déclaré : « Couchez avec le diable, et vous vous réveillerez en enfer », faisant ainsi référence aux tactiques du président turc. Un autre diplomate aurait déclaré que l’Europe est victime de chantage.
Malgré ces crises diplomatiques, l’accord est considéré comme un relatif succès. L’objectif premier de diminuer l’entrée de migrants irréguliers a été atteint. Toutefois, la Turquie possède toujours ce levier diplomatique du gatekeeper qui pourrait être utilisé contre Bruxelles.